# Sadjoavato
Sadjoavato is een plaats in Madagaskar gelegen in het district Antsiranana II van de regio Diana. In 2001 telde de plaats bij de volkstelling 7600 inwoners. Het ligt aan de Route nationale 6 tussen Antsiranana en Ambilobe ongeveer 51 km van Antsiranana.
In de plaats is basisonderwijs beschikbaar. 98% van de bevolking is landbouwer en 1,5% houdt zich bezig met veeteelt. Het belangrijkste gewas is mais, maar er wordt ook cassave en rijst verbouwd. 0,5% van de bevolking is werkzaam in de dienstensector.